# Nikolaus-Harnoncourt-Preis
Der Nikolaus-Harnoncourt-Preis des Schweizer Kantons Zürich wurde im Juni 2000 in Anerkennung der Verdienste Nikolaus Harnoncourts um das Musikleben in Zürich gestiftet.
Der Preis ist mit 20'000 Franken dotiert und wird alle zwei Jahre vergeben. Bis zu seinem Tod im Jahr 2016 bestimmte Nikolaus Harnoncourt den oder die Preisträger.

## Preisträger
2001: Rosina Christina Moder für ihre Arbeit als Musikförderin in Jamaika.
2003: das Music Camp South Tyrol des Ehepaars Irene Troi und Stephen Lloyd
2005: das Blechbläserquintett Passion des Cuivres aus Dresden
2007: Ernst Smole
2009: die Johannes Brahms Musikschule Mürzzuschlag
2011: der Sänger, Ensembleleiter und Musikwissenschafter Luiz Alves da Silva